# Bacchiglione
Il Bacchiglione (in veneto Bacajòn o Bachijòn, in latino Medoacus minor) è uno dei principali fiumi del Veneto lungo 119 km: con un bacino di raccolta che nasce da diversi fiumi e torrenti della pedemontana e delle prealpi vicentine, si estende per 1400 km², scorrendo nelle province di Vicenza, Padova e città metropolitana di Venezia: a Ca' Pasqua, nei pressi di Chioggia, si unisce al fiume Brenta che poi sfocia dopo 6 km nell'Alto Adriatico.

## Storia

### La deviazione dell'Astico e la nascita del Bacchiglione
In epoca antica e durante tutto l'Alto Medioevo il Bacchiglione non esisteva, a parte i piccoli corsi d'acqua che, nati dalle risorgive a nord di Vicenza, si gettavano nell'Astico, ed era questo il fiume che arrivava in città. Nell'XI secolo i vicentini, per ridurre il pericolo delle ricorrenti piene, ne deviarono il corso a nord di Montecchio Precalcino e ne convogliarono il corso verso il Tesina, lasciando che a Vicenza giungesse solo una parte delle acque, cioè l'Astichello, che continuò a scorrere nel vecchio alveo.
A quel punto nel letto rimasto asciutto dell'Astico presso Dueville cominciarono a confluire le acque di risorgiva, che, ingrossandosi con l'apporto dei torrenti Igna, Timonchio e Orolo, divennero un fiume vero e proprio, il Bacchiglione - molto meno impetuoso e meno soggetto a esondazioni rispetto all'Astico - che scendeva da nord verso la città. Alla fine del XII secolo i fiumi di Vicenza avevano ormai l'assetto e la denominazione attuali: un documento del 1166 parla di un terreno inter flumen Astici vel Bakillonis e alla metà del XIII il nome del Bacchiglione identificava il fiume più importante di Vicenza, che, dopo aver ricevuto le acque del Retrone, continuava con questo nome fino al mare.

### Le guerre per il controllo delle vie d'acqua
Con due atti successivi del 1079 e del 1084, l'imperatore Enrico IV aveva concesso, rispettivamente al vescovo di Padova Olderico e a quello di Vicenza Ezzelino, un eguale diritto di navigazione lungo il fiume sino alla foce. Ma nel 1142 iniziò una guerra regionale che coinvolse tutte le città della Marca veronese e Padova tolse a Vicenza la possibilità di utilizzare le vie di comunicazione sia fluviali che terrestri. Per ritorsione, i Vicentini con una rosta, cioè uno sbarramento presso Longare, deviarono le acque del fiume nel canale Bisatto - forse un antico ramo del Retrone che scorreva lungo le colline e che si dirigeva verso Este, tanto da essere chiamato fiume della Riviera - lasciando quindi Padova all'asciutto.
Tale privazione era assolutamente insostenibile, essendo l'acqua essenziale per l'azionamento dei mulini, per l'approvvigionamento dell'acqua potabile e per la difesa. Per ritornarne in possesso, Padova occupò militarmente Longare e ripristinò la situazione idrografica naturale. La guerra continuò per cinque anni.
Nel 1147 i vescovi veneti e il patriarca di Venezia intervennero nel conflitto portando le due città rivali alla pace di Fontaniva. Nonostante il trattato, per scongiurare altre ritorsioni dei vicentini ed assicurarsi in maniera definitiva la presenza dell'acqua in città, i padovani intrapresero la costruzione del canale Piovesella da Noventa Padovana al capoluogo, primo tronco del futuro canale Piovego, portando così le acque del Brenta fin sotto le mura.
Nel 1188 i vicentini deviarono per la seconda volta le acque del Bacchiglione nel Bisatto e di nuovo i padovani fecero una sortita su Longare per eliminare la deviazione. Le scaramucce si susseguirono ancora finché nel 1314 non si decise per la costruzione del canale Brentella con il quale la questione fu risolta definitivamente.
L'ultimo dispetto viene ricordato nel 1311 quando, appena liberati da Enrico VII dalla soggezione a Padova, i vicentini deviarono nuovamente le acque del Bacchiglione, nonostante la disapprovazione dell'imperatore.
Questi ingiunse a Vicenza di risarcire Padova per i danni provocati dalla deviazione del fiume, ma il Consiglio vicentino si rifiutò di pagare, dando così il via a numerose liti su varie questioni, in particolare sulla restituzione a Padova di alcuni fondi rurali. Alla fine Enrico impose a Vicenza di riaprire il corso originario del Bacchiglione.
I problemi, e gli interventi di deviazione delle acque, si ripresentarono ancora nel XIV secolo durante le signorie scaligera e viscontea. Cessarono definitivamente dopo che, nel 1404, la Serenissima Repubblica di Venezia estese il proprio dominio fino all'Adda, stabilizzando l'assetto politico territoriale.

### Età moderna e contemporanea

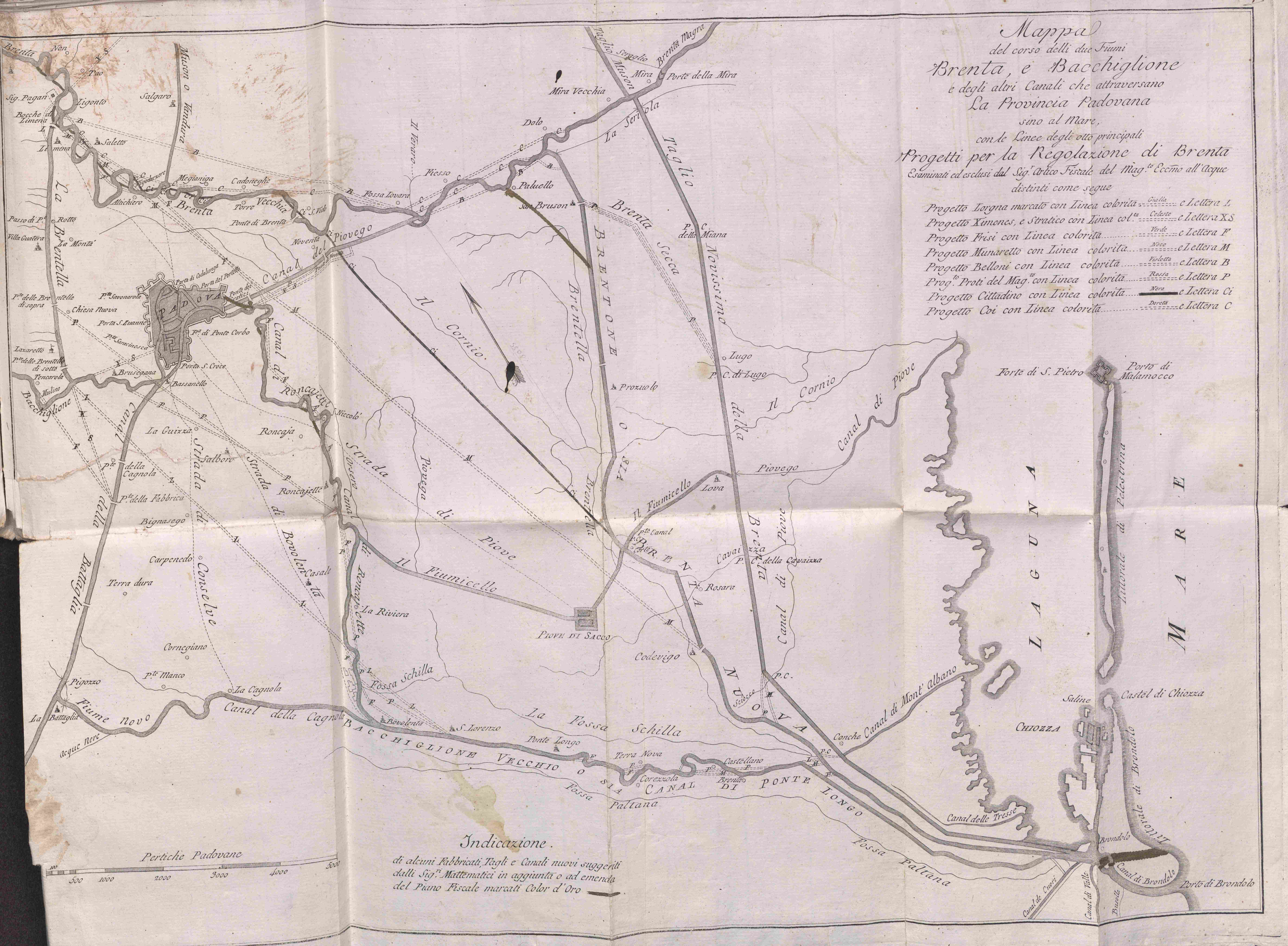
Il corso del fiume Bacchiglione e del Brenta in una mappa del 1789

Fino a tutto il 14º secolo un manto boschivo rivestiva la pianura lungo tutto il corso del Bacchiglione fino a Padova e del Bisatto fino ad Este (ne sono memoria alcuni toponimi come Bosco di Dueville e Bosco di Nanto); esso era formato da migliaia di querce e olmi e, lungo le sponde fluviali, da salici e pioppi. Verso la fine del Medioevo l'aumento della popolazione rurale disbosca vaste superfici, roncando e svegrando le zone più coltivabili, scavando canali e fossati per fare defluire l'acqua stagnante dalle zone più depresse e paludose.
Dopo l'annessione alla Serenissima, il grande bisogno di legname che Venezia aveva per la costruzione di navi e delle palafitte a sostegno delle abitazioni nella laguna provocò l'abbattimento di decine di migliaia di piante, anche secolari, da parte dell'Arsenale, comportando anche uno squilibrio idrogeologico della pianura tra i Berici e gli Euganei.
Sotto il dominio della Serenissima le vie d'acqua aumentarono la loro importanza anche per il traffico commerciale. In questo periodo di stabilità, quando era più veloce, meno costoso e rischioso trasportare merci e persone per via d'acqua che per strada, il Bacchiglione svolse un ruolo decisivo per l'economia della città di Vicenza. La maggior parte delle merci venivano caricate e scaricate sulle piarde e nel "porto" della città, posto sull'Isola.
Anche dopo la costruzione (1836-1849), della linea ferroviaria Verona-Venezia che iniziò una nuova epoca per il trasporto delle merci, il fiume continuò a mantenere un ruolo importante per il carico dei cereali, della legna e dei prodotti agricoli in genere che si raccoglievano nelle campagne vicine al fiume e per lo sfruttamento dell'alveo come cava di sabbia utile per l'edilizia.
Nonostante i progetti per il miglioramento della rete fluviale, redatti anche dopo l'annessione del Veneto al Regno d'Italia, essi non vennero attuati, la navigazione divenne sempre più difficile e, nel tratto Vicenza-Padova, a partire dall'immediato secondo dopoguerra fu quasi del tutto abbandonata: rimase solo, fino al 1987, il trasporto di materiali inerti, sabbia e trachite.
Tra il 1870 e il 1880, per ridurre il pericolo delle esondazioni nella città di Vicenza, l'acqua del Bacchiglione fu fatta scorrere in un canale artificiale (parallelo al corso del Retrone lungo viale Giuriolo) e la confluenza dei due fiumi fu spostata più a sud, all'inizio della Riviera Berica, di fronte alla chiesa di Santa Caterina in Porto.

#### Le alluvioni
Nei primi decenni dell'Ottocento vi furono continui allagamenti causati dalle piene del fiume. Quelle del 1823, 1825 e 1827 diedero luogo a numerose rotte degli argini e provocarono gravissimi danni; dopo un ventennio di tranquillità seguirono piene negli anni 1856, 1859, 1860 e 1868, ma la più grave che causò gravissimi danni alla città di Vicenza, sommergendo interi quartieri, fu quella del 1882. Anche nel Novecento continuarono cospicue esondazioni del fiume, principalmente fuori città.

##### L'alluvione del novembre 2010
Dopo due giorni continui di piogge incessanti ed ingrossato dallo scioglimento delle nevi in montagna, nella mattinata del 1º novembre 2010 il Bacchiglione ruppe gli argini nel territorio comunale di Caldogno, poco a nord di Vicenza, allagando completamente i centri abitati di Cresole e Rettorgole. Nella stessa mattinata il fiume esondò nell'attraversamento di Vicenza allagando una grossa fetta del centro storico, la zona dello Stadio Menti, il quartiere sportivo di San Paolo, il quartiere di Santa Bertilla, la zona della Riviera Berica e di Casale e bloccando sia la circonvallazione esterna (allagamento di viale Diaz) sia la tangenziale Sud nonché la linea ferroviaria Milano-Venezia. Il 20% del capoluogo berico finisce sott'acqua.
Durante la notte proseguendo nel suo corso verso Padova, travolse la chiusa del quartiere Bassanello, porta sud della città ed importante nodo del traffico cittadino, spazzando via gli impianti sportivi delle storiche società Canottieri Padova e Rari Nantes, di quest'ultima fuoriuscì nei giorni successivi il cloro solitamente utilizzato nella depurazione delle piscine, provocando l'intossicazione di un operaio e il blocco della zona per presenza nube irritante. Anche il limitrofo quartiere Paltana viene allagato.
Sorpassata la città, mentre la diga che interessa il canale Scaricatore rilasciava quantità d'acqua enormi per salvare il centro storico patavino e la zona industriale, il fiume ruppe poco dopo l'argine destro in località Roncajette di Ponte San Nicolò, inondando completamente la stessa ed il centro abitato di Casalserugo.

La falla era larga quasi 50 metri e venne chiusa nella notte del 2 novembre, alle 5 di mattina, provocando l'innalzamento del livello del fiume e la tracimazione nella zona di Bovolenta e Rio di Ponte San Nicolò.
Durante la giornata il Bacchiglione aveva già allagato le località di Tencarola di Selvazzano, Saletto, Veggiano e Vighizzolo d'Este, alcuni di questi colpiti anche dalla tracimazione del fiume Frassine e del canale Battaglia, oltre a Cervarese Santa Croce ed Ospedaletto Euganeo.

#### Sirene d'allarme
Nell'ottobre 2012, in diverse zone del centro storico della città di Vicenza sono state installate delle sirene per lanciare l'allarme in caso di pericolo di esondazione del Bacchiglione, i suoni emessi sono i seguenti:
- Stato di Preallarme

5 suoni della durata di 10 secondi ciascuno intervallati da una pausa di 5 secondi.
Il segnale indica che entro 3/5 ore, persistendo le condizioni meteorologiche avverse in corso, è possibile un'esondazione.
- Stato di Allarme

1 suono della durata di 60 secondi modulato e senza intervalli.
Il segnale viene emesso 1 ora prima della possibile esondazione.
- Fine Allarme - Ripristino

2 suoni della durata di 20 secondi ciascuno intervallati da una pausa di 30 secondi.
Il segnale indica il rientro delle condizioni meteorologiche avverse e il ritiro delle acque alluvionali.

## Percorso

### Origine
Il Bacchiglione è il collettore di un sistema idrografico costituito da corsi d'acqua a carattere torrentizio e da rivi perenni originati da risorgive. Il suo bacino imbrifero può essere suddiviso in due sottobacini principali, ciascuno con diverse caratteristiche morfologiche e geotettoniche:
- il sottobacino Leogra - Timonchio - Bacchiglione a ovest
- il sottobacino dell'Astico - Tesina a est[18]

Sotto l'aspetto toponomastico il fiume nasce dalla confluenza del Timonchio (che ha appena ricevuto il torrente Igna poco a nord di Caldogno) con un ampio sistema di risorgive che scaturiscono in località Bosco di Dueville, in provincia di Vicenza, prendendo inizialmente il nome di "Bacchiglioncello".

### Tratto vicentino
Da qui, prendendo il nome di "Bacchiglione" nell'ansa a gomito di Vivaro, prosegue verso sud ovest, in località Ponte del Bò presso Lobbia riceve le acque del torrente Orolo e giunge alla città di Vicenza. Qui, all'altezza di viale Pasubio riceve le acque della roggia Seriola, presso parco Querini quelle del fiume Astichello e, passato Borgo Berga, quelle del fiume Retrone.
Riceve infine le acque del fiume Astico - Tesina in località San Pietro Intrigogna.
Nel tratto vicentino presenta un andamento ricco di meandri e anse mentre nel tratto padovano presenta una fisionomia differente con un corso rettilineo, in seguito ai numerosi interventi dell'uomo.

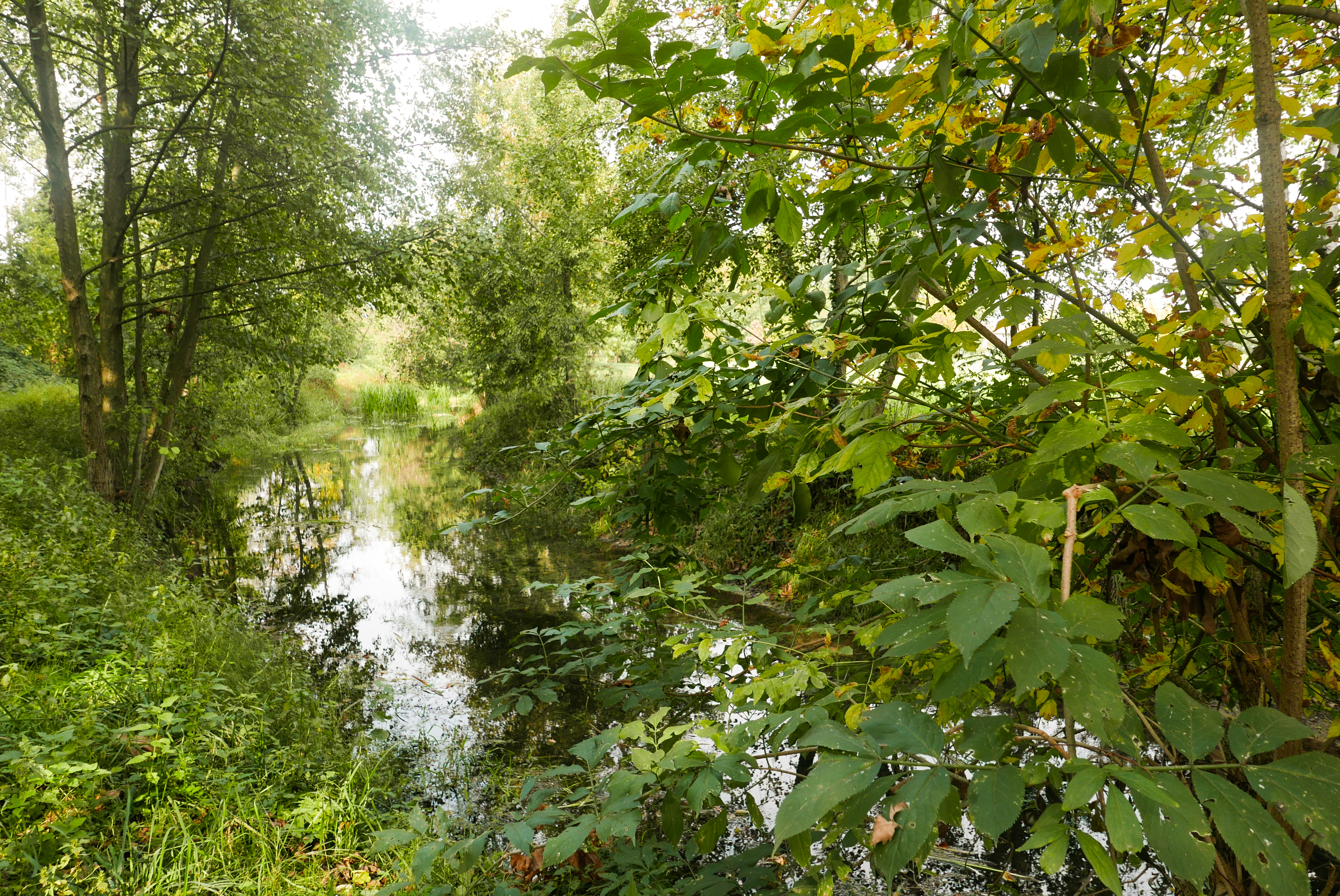
Rami del Bacchiglione al Bosco di Dueville
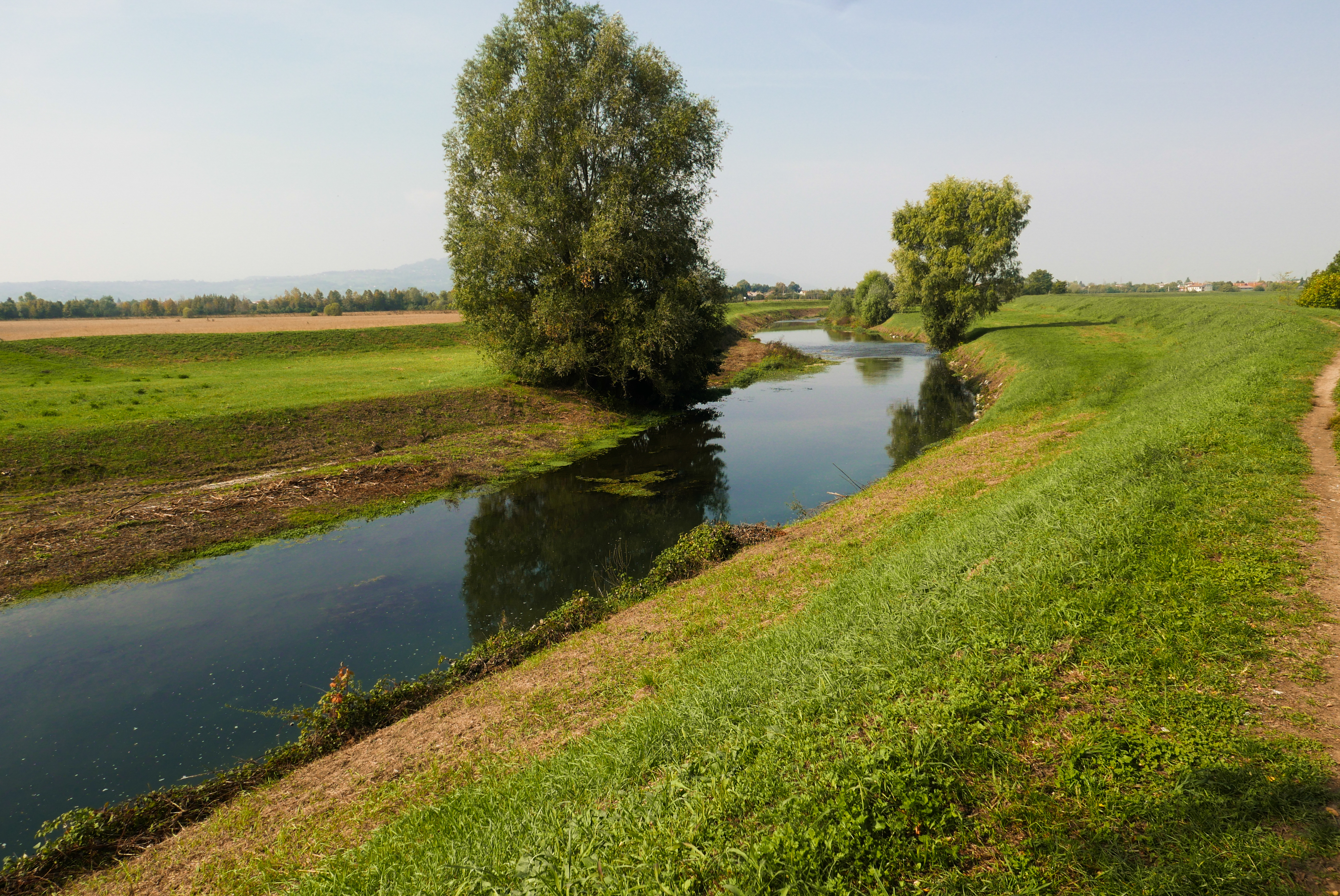
Argine del Bacchiglione vicino a Polegge
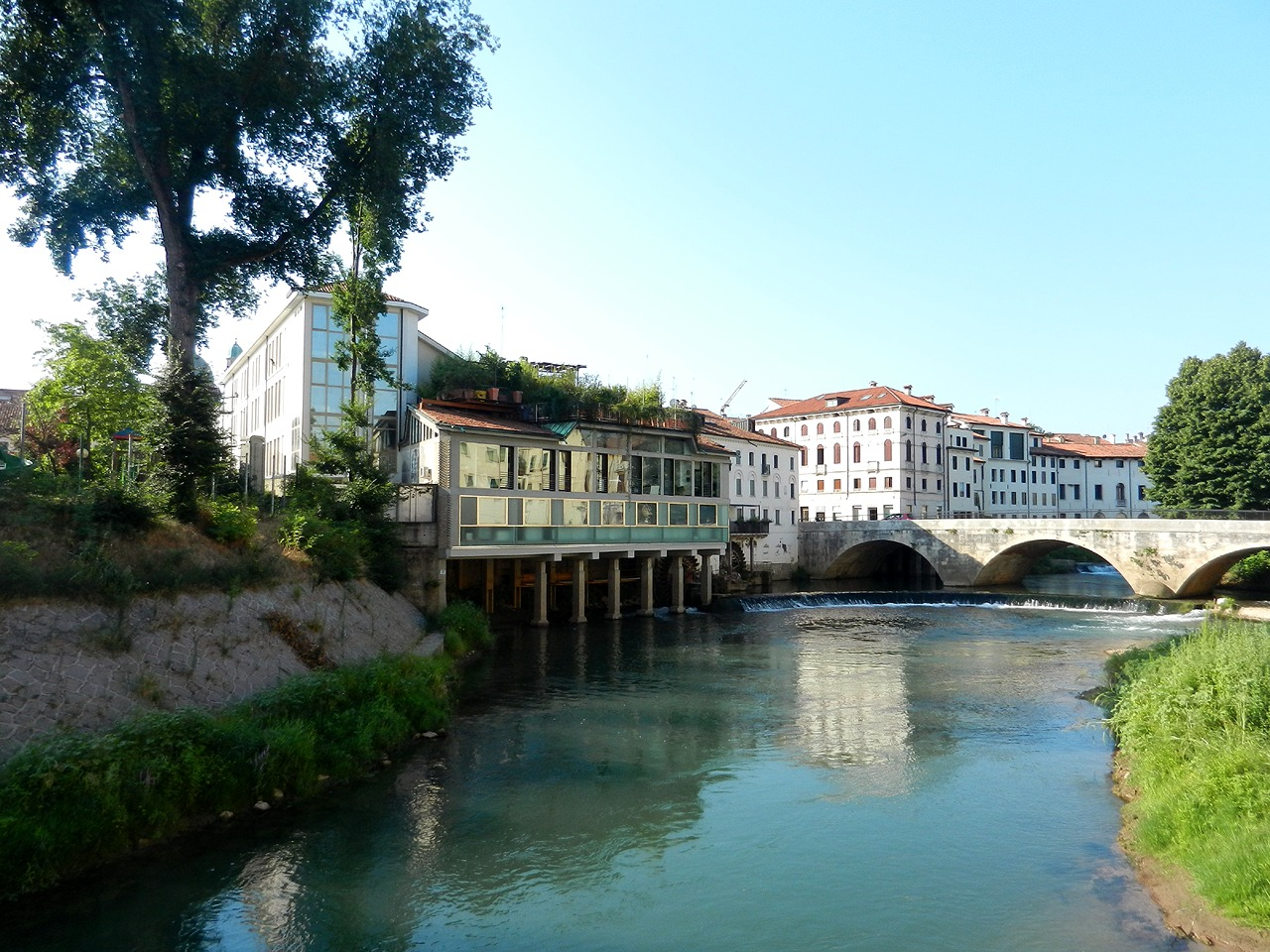
Ponte Pusterla
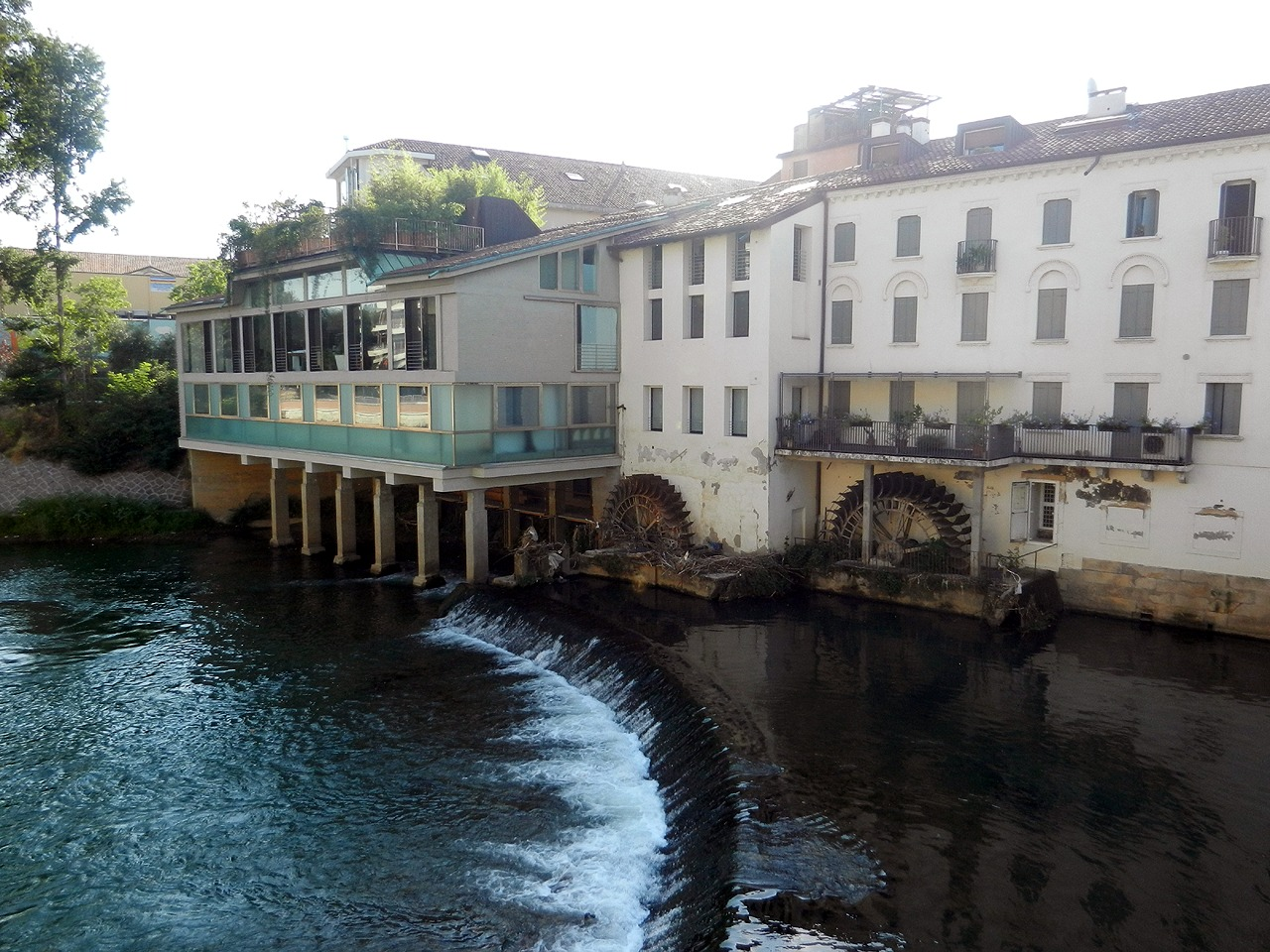
Presso ponte Pusterla
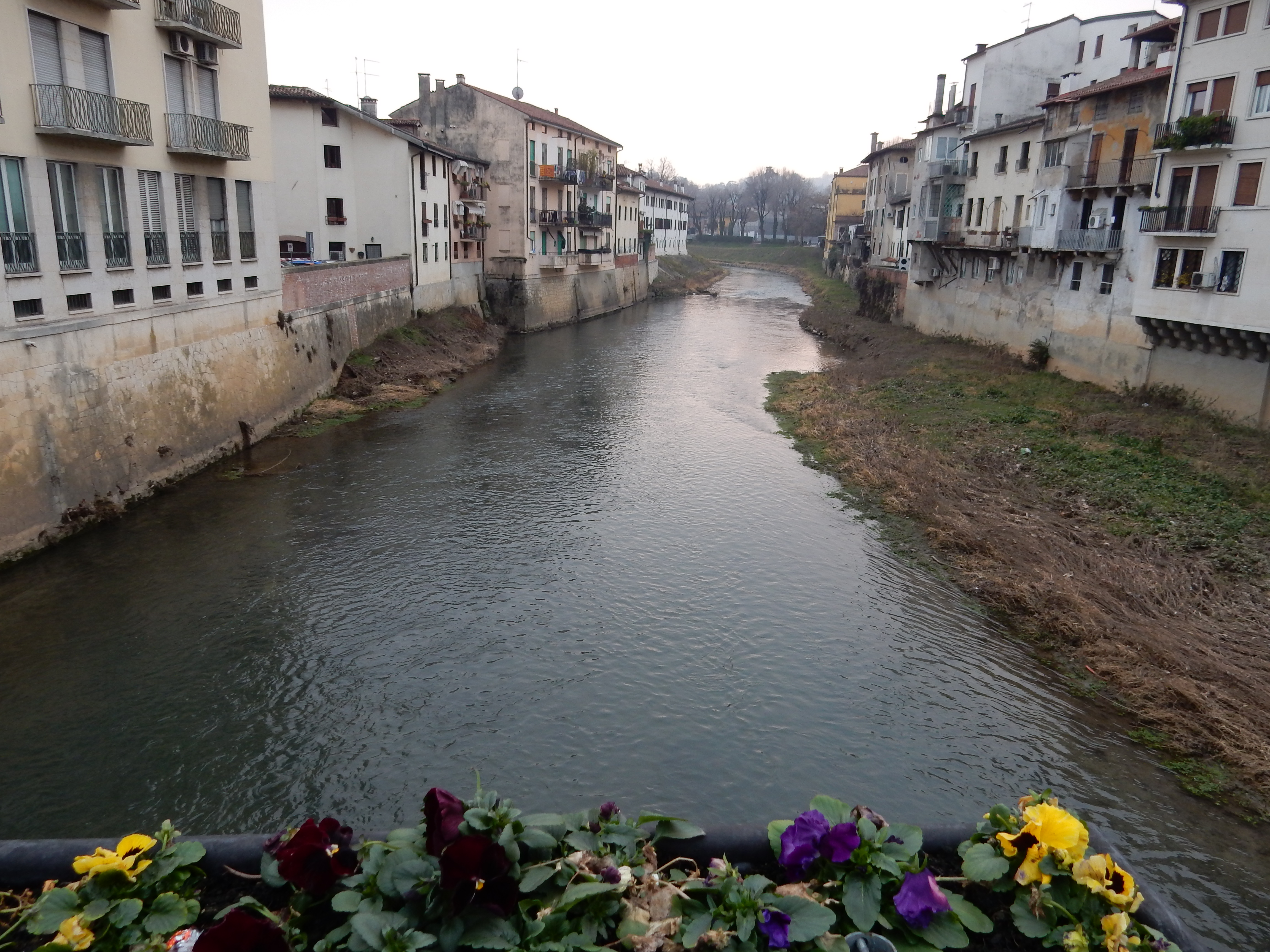
Veduta del Bacchiglione dal Ponte degli Angeli a Vicenza
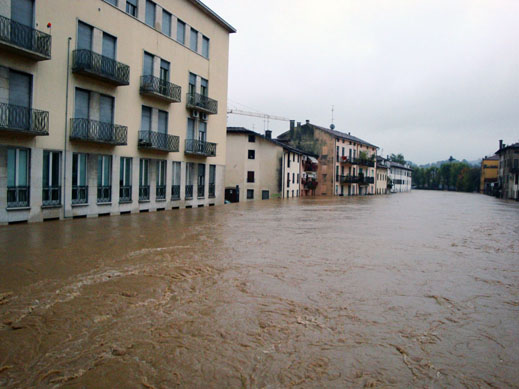
Alluvione del 2010

#### Canale Bisatto

I canali tra Brenta e Bacchiglione

A Longare, dal Bacchiglione si stacca il Canale Bisatto (o "Canale Bisato"), costruito nel XII secolo dai vicentini per privare Padova delle acque del fiume durante le numerose contese dell'epoca, come racconta Dante nel IX canto del "Paradiso". Il canale si dirige verso Lozzo Atestino ed Este; prosegue verso Monselice ("Canale Este-Montelice") e oltre verso Battaglia Terme ("Canale Battaglia" o "Canale di Monselice"), dove si riunisce al Canale Battaglia, proveniente da Padova. Attraverso il Canale Vigenzone ("Canale Cagnola") le acque si ricongiungono quindi con il fiume Bacchiglione ("Canale di Pontelongo"), permettendo ai vicentini di arrivare a Chioggia senza passare da Padova.

### Tratto padovano
Dopo Selvazzano Dentro il fiume entra canalizzato nell'area urbana di Padova attraversando canalizzato tutta l'area sud della città da ovest a est.

#### Canale Brentella
Poco prima di Padova il fiume riceve le acque del Canale Brentella, costruito nel 1314 dai padovani in modo da impedire ai vicentini di togliere alla città le acque del fiume deviandole nel Canale Bisatto. Il Canale Brentella si origina dal fiume Brenta a Limena, dove l'afflusso è regolato da una barriera idraulica (i "Colmelloni"), e si unisce al Bacchiglione poco prima dell'odierno aeroporto patavino.

#### Canale Battaglia
Poco oltre, dalla località Bassanello (attualmente nella periferia meridionale di Padova) si distacca dal fiume Bacchiglione il Canale Battaglia (XII secolo), diretto a sud verso Battaglia Terme: qui si collega con le acque provenienti dal Canale Bisatto, che si distacca dal fiume presso Vicenza. Attraverso il Canale Vigenzone, poi "Canale Cagnola", le acque confluiscono quindi nuovamente nel tratto finale del Bacchiglione ("Canale di Pontelongo").

#### Canale Scaricatore
Per evitare i danni delle alluvioni nella seconda metà del XIX secolo (con un sostanziale rifacimento a partire dagli anni venti) venne costruito il canale Scaricatore, che partendo da Bassanello permette di riversare le acque in eccesso nella prosecuzione del fiume dopo l'uscita da Padova (canale di Roncajette), presso la località di Voltabarozzo.

#### Canali all'interno della città di Padova

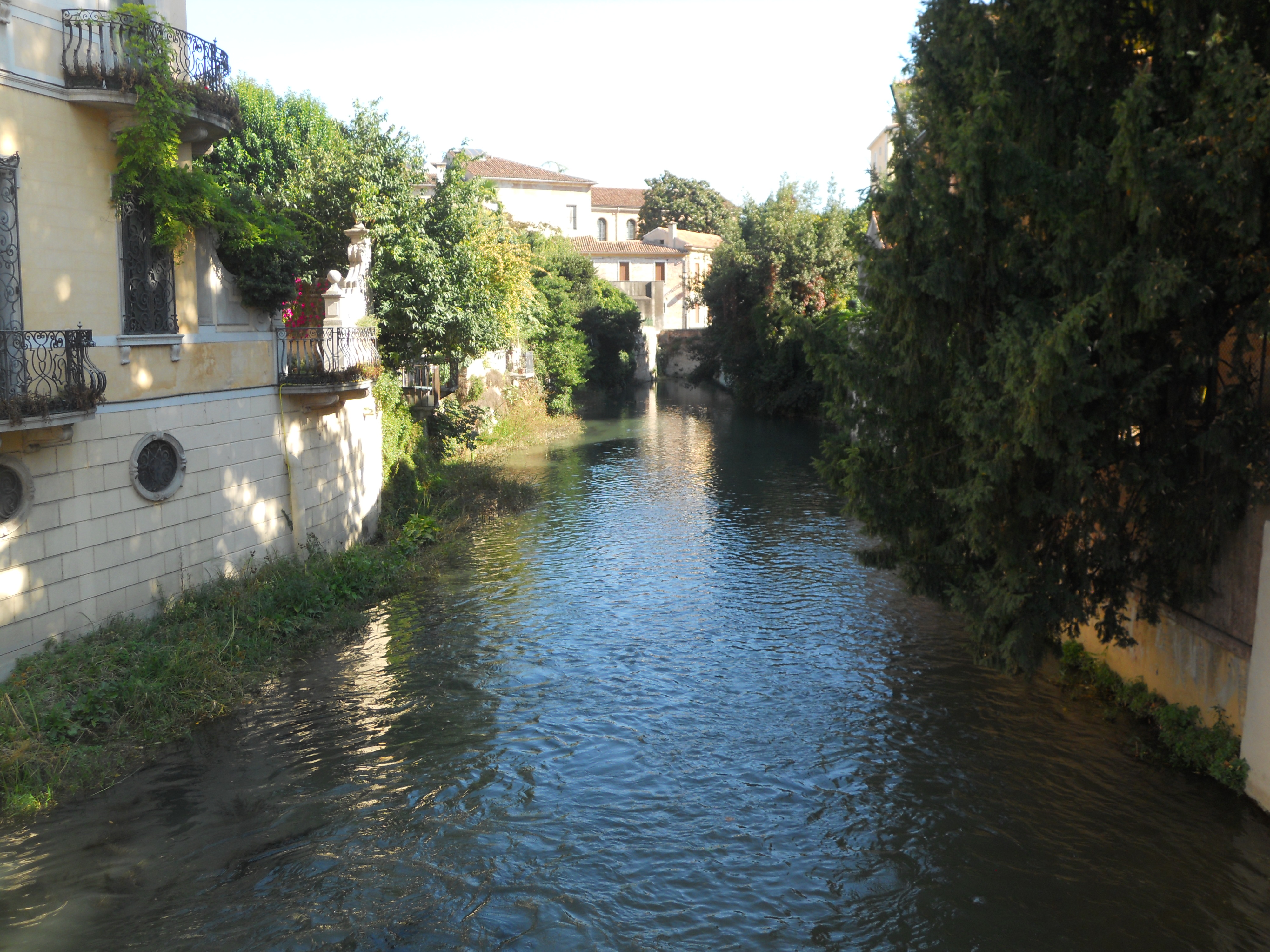
Il Bacchiglione all'interno della città di Padova

Il fiume entra quindi a Padova da sud (ponte dei Cavai). La portata media del Bacchiglione presso Padova è di circa 30 m³/s e si presenta sufficientemente copiosa anche in estate grazie all'apporto sorgivo di parte del bacino. Il fiume è comunque soggetto a piene autunnali e primaverili, talvolta anche disastrose.
Una prima diramazione avviene all'inizio delle mura rinascimentali, al bastione Alicorno: il piccolo canale prende tale nome, costeggiando le antiche mura fino a Porta Santa Croce, dove piega internamente; quindi tombinato sotto Via 58º Fanteria (fra il Foro Boario e la Caserma Salomone) entra infine in Prato della Valle dove va ad alimentare la canaletta dell'Isola Memmia.
Da qui si dipartivano altri due antichi canali, quello ancora esistente dell'Orto Botanico e quello detto di San Leonino (che serviva i monaci dell'Abbazia di Santa Giustina). Il primo è visibile in un piccolo tratto all'interno del giardino dell'Antonianum, dietro la chiesetta; riemerge quindi dietro la Basilica di Sant'Antonio, ed all'altezza del Ponte Corvo si unisce al Canale di Santa Chiara (vedi sotto).
Una seconda diramazione del fiume avviene davanti alla Riviera Paleocapa, subito dopo la cosiddetta Torre del Diavolo, dove si diparte il Canale delle Acquette, oggi tombinato, che prosegue dritto verso la chiesa del Torresino e quindi il Prato; dove però non entra, ma attraversando Via Umberto va poi ad unirsi dietro le case al Canale di Santa Chiara (vedi sotto).
Alla Specola il Bacchiglione si divide in due rami principali: il Tronco maestro, verso nord, costeggiando le antiche mura medievali; e il Naviglio Interno, verso est, che percorre internamente tutto il centro storico medievale, e fu tombinato fra il Ponte delle Torricelle e le Porte Contarine negli anni cinquanta-sessanta.
Qui i due rami principali confluiscono nuovamente, dopo la chiusa che permette al Naviglio di superarne il dislivello, e formano il Canale Piovego. Esso prosegue quindi verso est fino al fiume Brenta, che raggiunge nei pressi di Stra, dove si collega inoltre con la riviera del Brenta, ed il lungargine di Altichiero (che viene da Padova nord-ovest).
Dal Naviglio si diparte, all'altezza del Ponte delle Torricelle (Toresee), dove oggi sorge la questura, il Canale di Santa Chiara, che prendendo la direzione opposta arriva all'Orto Botanico e quindi a Ponte Corvo.
Infine, il Canale di Santa Chiara, ricevendo le acque del Canale dell'Orto Botanico, diviene il Canale di San Massimo, tombinato nel secondo dopo guerra sotto l'Ospedale civile di Padova, per poi riemergere dopo l'ex obitorio e gettarsi nel Piovego alla Stanga.
Prima di questo, però, laddove esce dalle mura rinascimentali alla Golena di San Massimo, da esso si diparte il Canale Roncajette, che prosegue in direzione sud-est verso Legnaro attraversando tutta l'area urbana.

#### Canale di San Gregorio
All'altezza delle chiuse di Voltabarozzo, il Canale Scaricatore si divide in due rami: uno prosegue verso sud-est, dove si unirà al Canale Roncajette ripristinando il basso corso del Bacchiglione; l'altro piega verso nord-est, divenendo il Canale di San Gregorio. Dopo aver attraversato la zona della chiesa dell'Internato Ignoto, supera il Canale Roncajette grazie ad una "volta a botte" (che gli permette letteralmente di "saltarlo"), ed in località Camin (sempre comune di Padova) si unisce al Piovego.

#### La prosecuzione del fiume come "canale Roncajette" e "canale Pontelongo"

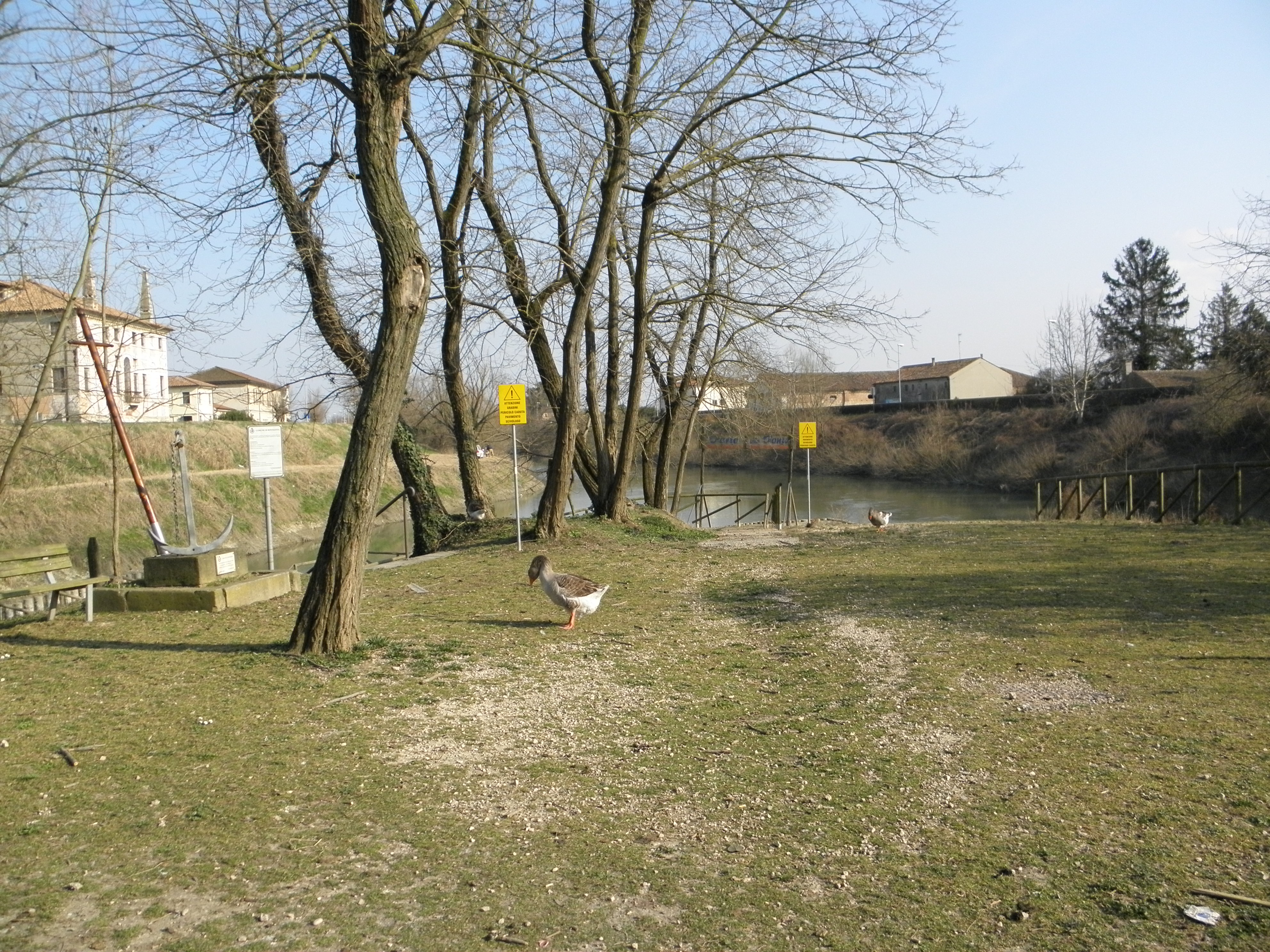
Bovolenta, Confluenza Bacchiglione-Vigenzone.

Il fiume esce da Padova con il nome di Canale Roncajette e piega a sud-est. A Bovolenta riceve le acque del Canale Scaricatore (diramazione del Bacchiglione proveniente da Padova) e le acque del canale Vigenzone (o "Canale Cagnola"), provenienti dal Canale Bisatto (diramazione del Bacchiglione dai pressi di Vicenza) e dal Canale Battaglia. Prosegue quindi in un alveo canalizzato prendendo anche il nome di canale di Pontelongo

### Conclusione del percorso
Il fiume Bacchiglione confluisce presso la località Ca' Pasqua col fiume Brenta, formando un unico fiume e prendendo il nome di Brenta-Bacchiglione, per poi sfociare a pochi chilometri di distanza, nel mare Adriatico, con foce ad estuario.